# Guerras Indias
Las guerras indias se refieren al conjunto de conflictos y guerras menores entre el gobierno de los Estados Unidos, México, Canadá y los colonos blancos contra los distintos pueblos indígenas del territorio norteamericano. También se suelen incluir las guerras entre los colonos europeos y los nativos americanos que llevaron a la creación de Estados Unidos.
A pesar de que la historiografía de Estados Unidos las refiere como "Guerras indias", no refiere ni describe las Guerras indias transcurridas en la misma época en Asia.
Estas guerras en América del Norte, que se extienden desde los tiempos coloniales hasta la Masacre de Wounded Knee y el establecimiento definitivo de la frontera de EE. UU. en 1890, en general se resolvieron con la conquista de los pueblos nativos y su asimilación cultural obligada o su localización forzosa en reservas. El número de indios se redujo a menos de medio millón en el siglo XIX debido a enfermedades infecciosas, conflictos con los europeos, guerras entre tribus, asimilación, migración a Canadá y México y disminución de las tasas de natalidad. La principal causa fueron las enfermedades infecciosas transmitidas por exploradores y comerciantes europeos. La Oficina del Censo de los Estados Unidos (1894) proporcionó su estimación de muertes debidas específicamente a la guerra durante los 102 años entre 1789 y 1891, incluidos 8500 indios y 5000 blancos muertos en "asuntos individuales":
Las guerras indias bajo el gobierno de los Estados Unidos han sido más de 40 en número. Han costado la vida a unos 19 000 hombres, mujeres y niños blancos, incluidos los muertos en combates individuales, y las vidas de unos 30 000 indios. El número real de indios muertos y heridos debe ser mucho más alto que el número dado... Cincuenta por ciento adicional sería una estimación segura.
Los indígenas en Estados Unidos fueron (y siguen siendo) un conjunto de distintas culturas con sus propias historias. A lo largo de las distintas guerras de indígenas contra colonos de Europa y los Estados Unidos, aquellos no formaron un solo bando unificado ni lucharon por las mismas causas. Al vivir en sociedades organizadas de diversas maneras, los indígenas de Norteamérica normalmente tomaban sus decisiones sobre la guerra y la paz a nivel local, aunque a veces podían pelear como parte de alianzas formalizadas, como la confederación iroquesa, o en confederaciones temporales inspiradas por líderes carismáticos como Tecumseh.

## Época colonial (1609–1774)
Véase también Colonización europea de América
En esta época, anterior a la Declaración de Independencia, hubo gran cantidad de guerras y enfrentamientos entre los pueblos indígenas de América del Norte y las potencias colonizadoras europeas Inglesas principalmente territorio que más adelante formaría Estados Unidos de América.
- Guerras Powhatan (1609-1646)
  - Primera guerra Anglo-Powhatan (1609-1613)
  - Masacre indígena de 1622
  - Segunda guerra Anglo-Powhatan (1644-1646)
- Guerra Pequot (1637)
- Guerras de los castores (1642-1698)
- Guerra de Kieft (1643-1645), también conocida como la Guerra Wappinger o la Guerra del Gobernador Kieft, en la que Anne Hutchinson fue asesinada.
- Guerra Indígena-Neerlandesa (1643)
- Guerras Esopus (1659-1663)
- Guerra del Rey Philip (1675-1676)
- Rebelión de los indios Pueblo (1680)
- Guerras Indígena-Francesas
  - Guerra del rey Guillermo (1689-1697)
  - Guerra de la reina Ana (1702-1713)
  - Guerra del rey Jorge (1744-1748)
  - Guerra Franco-Indígena (1754-1763)
- Guerra Tuscarora (1711-1715)
- Guerra Yamasee (1715–1716)
- Guerra Natchez (1716-1729)
- Guerra de Dummer (1724-1725)
- Guerra Anglo-Cherokee (1759-1761)
- Rebelión Pontiac (1763-1766)
- Guerra de Lord Dunmore (1774)

## Este del Misisipi (1775–1842)
Durante los primeros tres cuartos de siglo del nuevo Estado, entre su creación y la guerra mexicano-estadounidense, transcurrieron varias guerras entre el mismo y los nativos de Norteamérica, antes de la gran expansión hacia el oeste.
- Batalla de los Árboles Caídos (1794)
- Batalla de Tippecanoe (1811)
- Guerra Creek (1813-1814)
- Guerras Semínolas

Los comerciantes y agentes del gobierno británicos empezaron a suministrar armas a los indios que vivían en Estados Unidos tras la Revolución (1783-1812) con la esperanza de que, si estallaba una guerra, lucharan en el bando británico. Además, los británicos planeaban crear una nación india en la zona de Ohio-Wisconsin para bloquear la expansión estadounidense. Los Estados Unidos protestaron y declararon la guerra de 1812. La mayoría de las tribus indias apoyaron a los británicos, especialmente las aliadas de Tecumseh, pero finalmente fueron derrotadas por el general William Henry Harrison. La Guerra de 1812 se extendió también a las rivalidades indias.

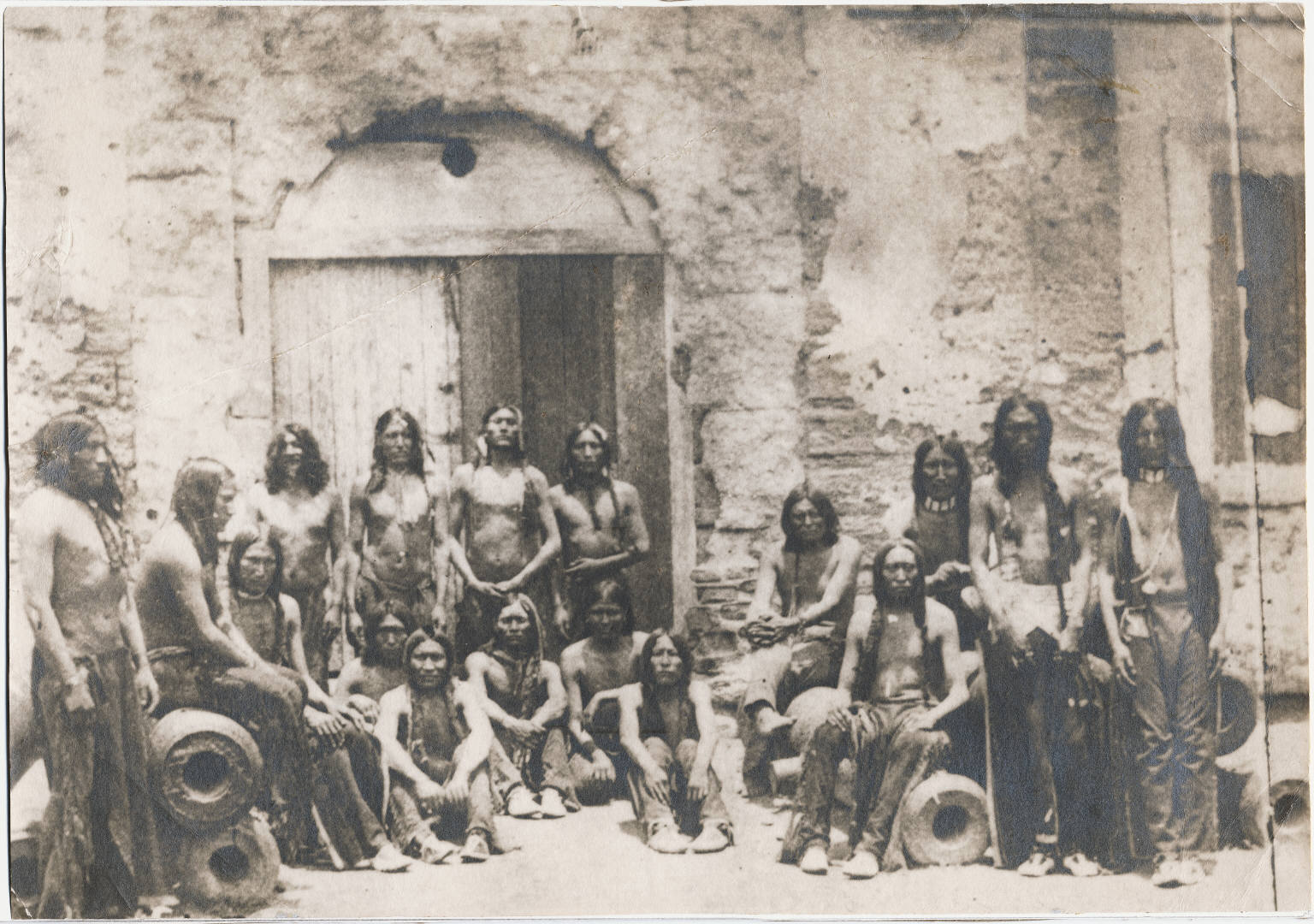
Prisioneros de la Guerra del Río Rojo, en Florida, Estados Unidos. 1875.

Muchos refugiados de las tribus derrotadas cruzaron la frontera hacia Canadá; los del Sur se fueron a Florida mientras estaba bajo control español, ya que serían considerados libres, y no esclavos, bajo el Virreinato de Nueva España. A principios del siglo XIX, el gobierno federal se vio presionado por los colonos de muchas regiones para expulsar a los indios de sus zonas. La Ley de Remoción de Indios de 1830 establecía la "autorización al Presidente para conceder tierras al oeste del Mississippi a cambio de tierras indias dentro de las fronteras estatales existentes"  Algunas tribus se resistieron a ser reubicadas ferozmente, sobre todo los Seminolas en una serie de guerras en Florida. Nunca fueron derrotados, aunque algunos seminoles emigraron al Territorio Indio. Otras tribus se vieron obligadas a trasladarse a reservas al oeste del río Misisipi, la más famosa la de los Cherokee, cuya reubicación recibió el nombre de "Sendero de las Lágrimas".

### Guerra de Independencia de los Estados Unidos (1775-1783)
La guerra de Independencia de los Estados Unidos fue esencialmente dos guerras paralelas para los patriotas americanos. La guerra en el este era una lucha contra el dominio británico, mientras que la guerra en el oeste era una "Guerra India". Los recién proclamados Estados Unidos competían con los británicos por el control del territorio al este del río Misisipi. Algunos indios se pusieron del lado de los británicos, ya que esperaban reducir el asentamiento y la expansión estadounidenses. En opinión de un escritor, la Guerra de la Independencia fue "la guerra india más extensa y destructiva" de la historia de Estados Unidos.

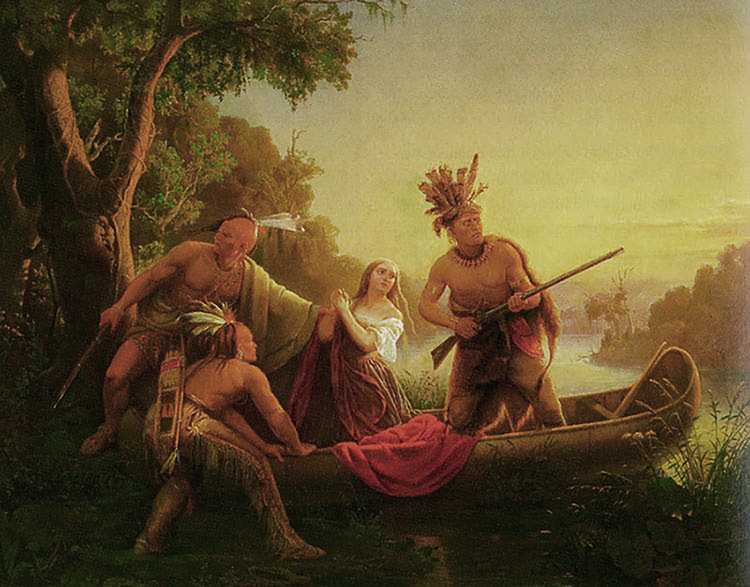
El secuestro de Jemima Boone por Shawnee en 1776.

Algunas tribus indias estaban divididas sobre a qué bando apoyar en la guerra, como la Confederación iroqueses con base en Nueva York y Pensilvania que se dividieron: los Oneida y Tuscarora se pusieron del lado de los patriotas estadounidenses, y los Mohawk, Seneca, Cayuga y Onondaga se pusieron del lado de los británicos. Los iroqueses intentaron evitar la lucha directa entre ellos, pero la Revolución acabó forzando el combate intra-iroqués, y ambos bandos perdieron territorio tras la guerra. La Corona ayudó a los iroqueses sin tierras recompensándoles con una reservación en Grand River en Ontario y algunas otras tierras. En el sureste, los cherokees se dividieron en una facción pro-patriota frente a otra probritánica a la que los estadounidenses se referían como Chickamauga Cherokee; estaban liderados por Dragging Canoe. Muchas otras tribus estaban divididas de forma similar.
Cuando los británicos firmaron la paz con los estadounidenses en el Tratado de París de 1783, cedieron una gran cantidad de territorio indio a Estados Unidos. Las tribus indias que se habían puesto del lado de los británicos y habían luchado contra los estadounidenses eran combatientes enemigos para Estados Unidos; eran un pueblo conquistado que había perdido sus tierras.

### Guerras cherokee-estadounidenses
Los conflictos fronterizos fueron casi incesantes, comenzando con la participación de los cheroquis en la Guerra Revolucionaria Americana y continuando hasta finales de 1794. Los denominados "Cherokees Chickamauga", más tarde llamados "Cherokees Bajo", provenían de Overhill Towns y más tarde de Baja Towns, Valley Towns, y Middle Towns. Siguieron al líder de guerra Dragging Canoe hacia el suroeste, primero a la zona de Chickamauga Creek cerca de Chattanooga, Tennessee, luego a las Cinco Ciudades Inferiores donde se les unieron grupos de Muskogee, Lealistas blancos, esclavos fugitivos y Chickasaw renegados, así como más de un centenar de Shawnee. Los principales objetivos de los ataques fueron las colonias del Distrito de Washington a lo largo de los ríos Watauga, Holston y Nolichucky, y en el valle de Carter en la parte alta del este de Tennessee, así como los asentamientos a lo largo del río Cumberland a partir de Fort Nashborough en 1780, incluso en Kentucky, además de contra el Asentamientos de Franklin, y más tarde los estados de Virginia, Carolina del Norte, Carolina del Sur y Georgia. El alcance de los ataques de los Chickamauga y sus aliados iba desde rápidas incursiones de pequeñas partidas de guerra hasta grandes campañas de cuatrocientos o quinientos guerreros, y en alguna ocasión de más de mil. El Alto Muskogee, bajo el mando de Alexander McGillivray, estrecho aliado de Canoa Arrastrada, se unió con frecuencia a sus campañas y también actuó por separado, y los asentamientos del Cumberland sufrieron ataques de los chickasaw, los shawnee del norte y los delaware. Las campañas de Dragging Canoe y su sucesor John Watts se llevaron a cabo frecuentemente junto con campañas en el Territorio del Noroeste. Los colonos respondían generalmente con ataques en los que los asentamientos cheroquis eran completamente destruidos, aunque normalmente sin grandes pérdidas de vidas en ninguno de los bandos. Las guerras continuaron hasta el Tratado de Tellico Blockhouse en noviembre de 1794.

### Guerra India del Noroeste

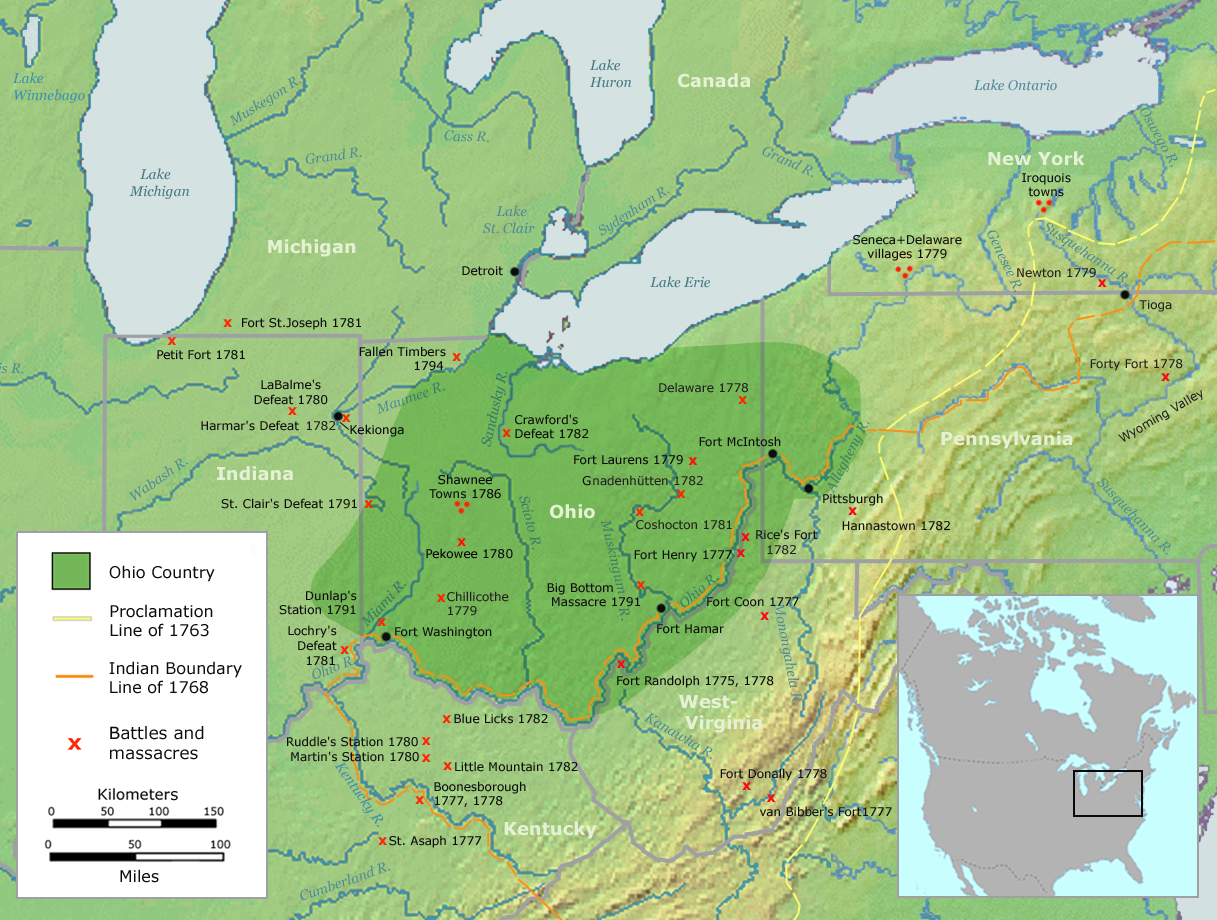
El Ohio Country con batallas y masacres entre 1775 y 1794.

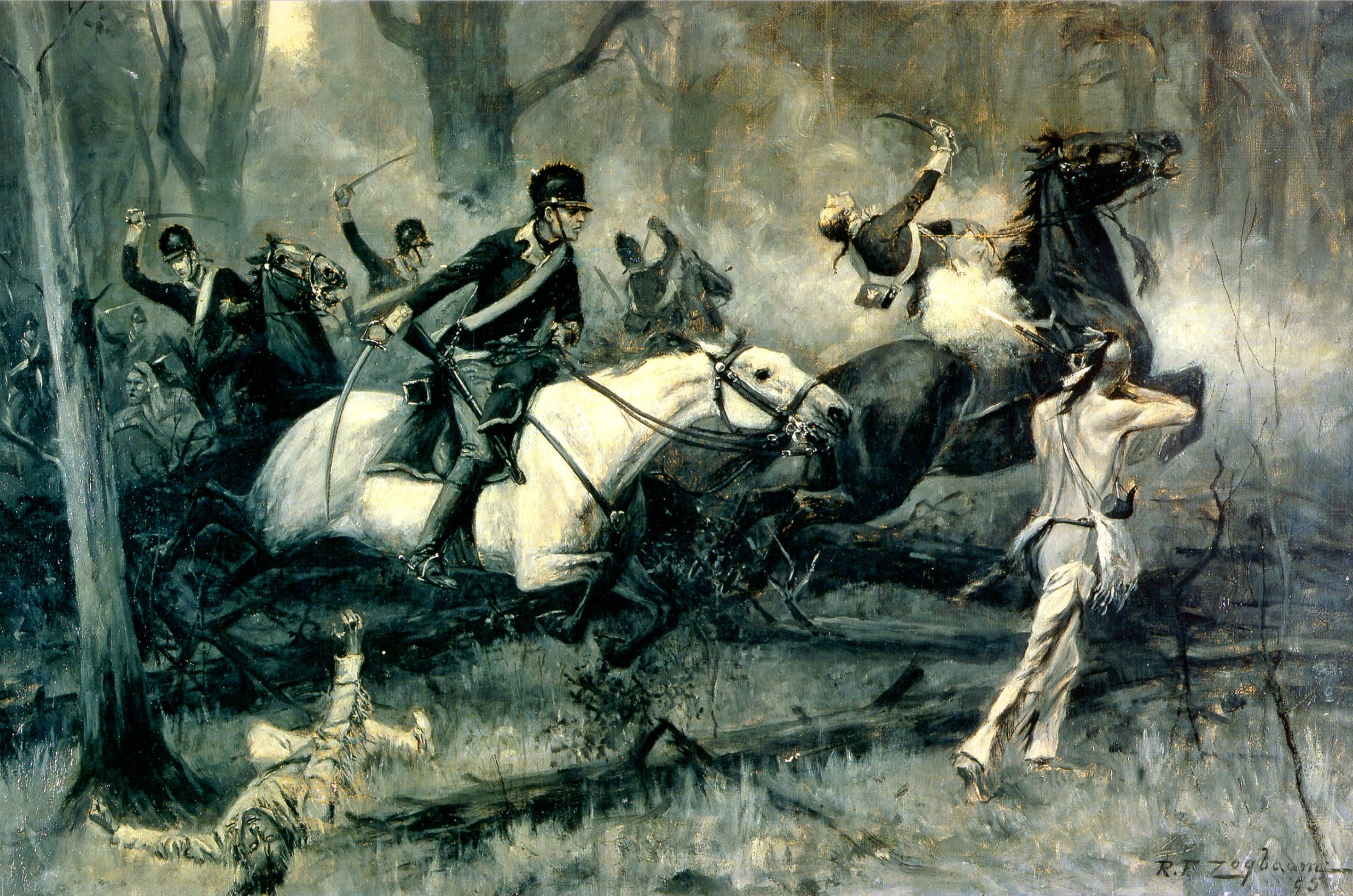
La batalla de Fallen Timbers.

En 1787, la Ordenanza del Noroeste organizó oficialmente el Territorio del Noroeste para la colonización, y los colonos estadounidenses comenzaron a afluir a la región. Las tribus indias se resistieron y estalló la violencia, por lo que la administración del presidente George Washington envió expediciones armadas a la zona. Sin embargo, en la Guerra India del Noroeste, una confederación pan-tribal liderada por Blue Jacket (Shawnee), Little Turtle (Miami), Buckongahelas (Lenape), y Egushawa (Ottawa) derrotaron a los ejércitos dirigidos por los generales Josiah Harmar y Arthur St. Clair. La derrota del general St. Clair fue la más grave infligida a un ejército estadounidense por los indios. Tras las sucesivas derrotas, Estados Unidos envió delegados para discutir la paz con la Confederación del Noroeste, pero las dos partes no pudieron ponerse de acuerdo sobre una línea fronteriza.  Estados Unidos envió una nueva expedición dirigida por el general Anthony Wayne, que derrotó a la confederación en la batalla de los Árboles Caídos de 1794. Al darse cuenta de que la ayuda británica no llegaba, las naciones nativas se vieron obligadas a firmar el Tratado de Greenville en 1795, que cedía Ohio y parte de Indiana a los Estados Unidos.

### Tecumseh, la Guerra Creek y la Guerra de 1812

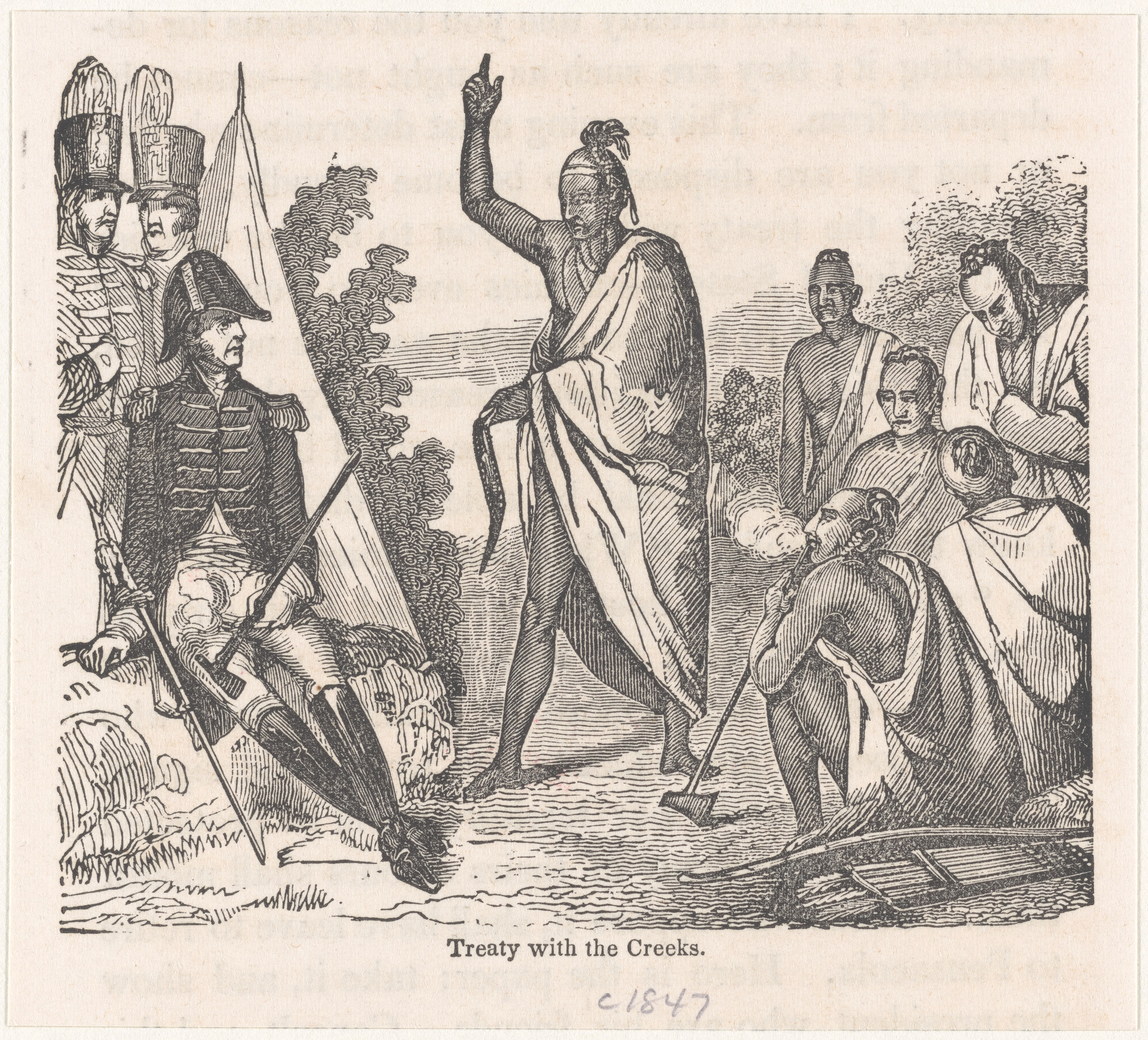
Tratado de Fort Jackson con los creeks, 1814

En 1800, la población india era de aproximadamente 600.000 personas en lo que se convertiría en los Estados Unidos contiguos. En 1890, su población había descendido a unos 250.000. En 1800, William Henry Harrison se convirtió en gobernador del Territorio de Indiana, bajo la dirección del presidente Thomas Jefferson, y llevó a cabo una agresiva política de obtención de títulos sobre las tierras indias. Los hermanos shawnee Tecumseh y Tenskwatawa organizaron la Guerra de Tecumseh, otra resistencia pantribal al asentamiento hacia el oeste.
Tecumseh estaba en el Sur intentando reclutar aliados entre los Creeks, Cherokees y Choctaws cuando Harrison marchó contra la confederación india, derrotando a Tenskwatawa y sus seguidores en la batalla de Tippecanoe en 1811. Los estadounidenses esperaban que la victoria pusiera fin a la resistencia militante, pero Tecumseh optó por aliarse abiertamente con los británicos, que pronto entraron en guerra con los estadounidenses en la Guerra de 1812. La Guerra Creek (1813-14) comenzó como un conflicto tribal dentro de la tribu Creek, pero se convirtió en parte de una lucha más amplia contra la expansión estadounidense. Tecumseh fue asesinado por el ejército de Harrison en la batalla del Támesis, poniendo fin a la resistencia en el Viejo Noroeste. La primera guerra semínola de 1818 tuvo como consecuencia el traspaso de Florida de España a Estados Unidos en 1819.

### Segunda Guerra Seminola
Los colonos americanos comenzaron a empujar hacia Florida, que ahora era un territorio americano y tenía algunas de las tierras más fértiles de la nación. Paul Hoffman afirma que la codicia, el racismo y la "autodefensa" contra las incursiones indias desempeñaron un papel importante en la determinación de los colonos de "librar a Florida de los indios de una vez por todas". Para agravar la tensión, los esclavos negros fugitivos encontraban a veces refugio en los campamentos seminolas. 
El resultado fueron enfrentamientos entre los colonos blancos y los indios que allí residían. Andrew Jackson intentó paliar este problema firmando la Ley de Traslado de Indios en 1830, que estipulaba el traslado de los indios fuera de Florida – por la fuerza si era necesario. Muchos grupos seminolas eran relativamente recién llegados a Florida, dirigidos por líderes tan poderosos como Aripeka (Sam Jones), Micanopy y Osceola, y no tenían intención de abandonar sus tierras. Tomaron represalias contra los colonos, y esto condujo a la Segunda Guerra Seminola, la guerra más larga y costosa que el Ejército libró contra los indios.
En mayo de 1830, el Congreso aprobó la Ley de Traslado de Indios, que estipulaba el traslado forzoso de los indios a Oklahoma. El Tratado de Paynes Landing fue firmado en mayo de 1832 por unos cuantos jefes seminolas que más tarde se retractaron, alegando que habían sido engañados u obligados a firmar y dejando claro que no consentirían en trasladarse a una reserva en el oeste. La continua resistencia de los seminoles a la reubicación llevó a Florida a prepararse para la guerra. La Milicia de San Agustín solicitó al Departamento de Guerra de Estados Unidos el préstamo de 500 mosquetes y se movilizó a 500 voluntarios bajo el mando del general de brigada Richard K. Call.  Las partidas de guerra indias asaltaron granjas y asentamientos, y las familias huyeron a fuertes o grandes ciudades, o fuera del territorio. Una partida de guerra liderada por Osceola capturó un tren de suministros de la milicia de Florida, matando a ocho de sus guardias e hiriendo a otros seis; la mayoría de los bienes tomados fueron recuperados por la milicia en otro combate unos días después. Las plantaciones de azúcar fueron destruidas a lo largo de la costa atlántica al sur de San Agustín, Florida, y muchos de los esclavos de las plantaciones se unieron a los seminoles.

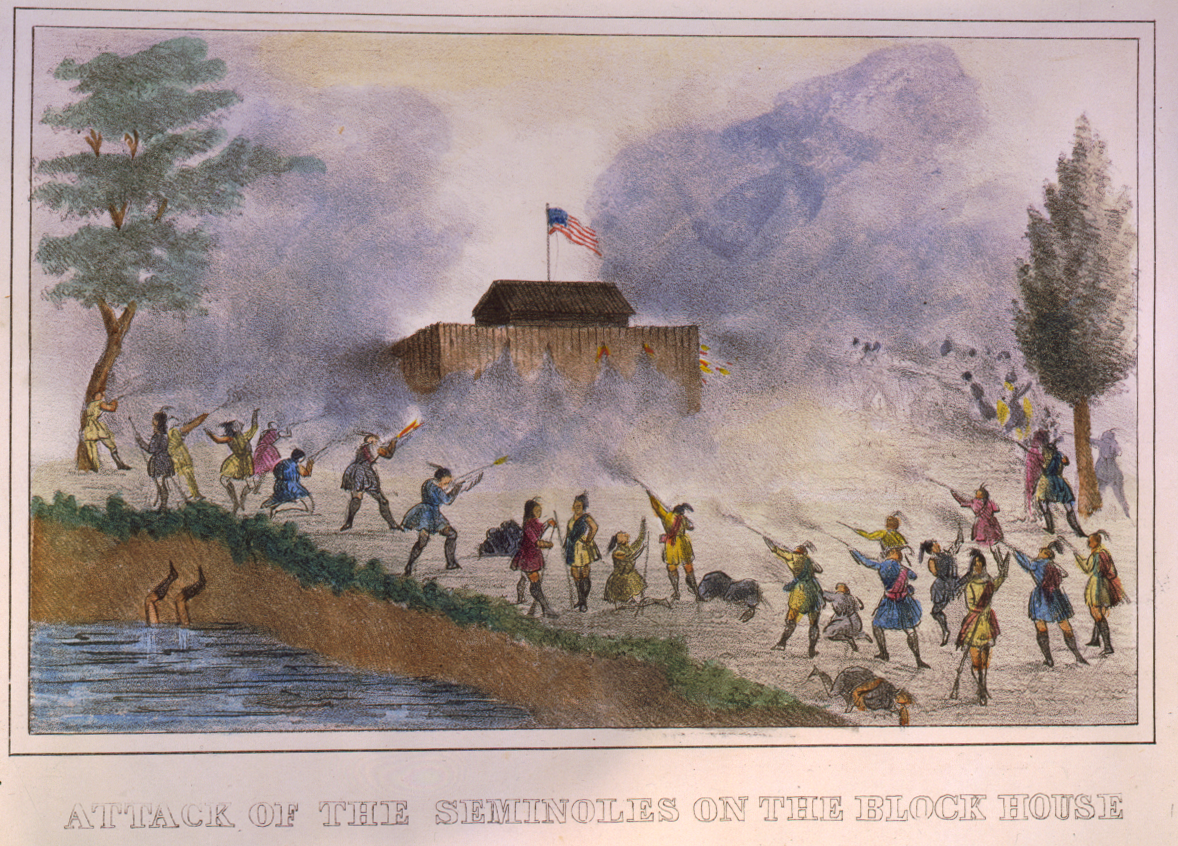
Ataque de los seminoles al blocao en diciembre de 1835

El ejército estadounidense tenía 11 compañías (unos 550 soldados) estacionadas en Florida. Fort King (Ocala) sólo tenía una compañía de soldados, y se temía que pudieran ser invadidos por los seminoles. Tres compañías estaban estacionadas en Fort Brooke (Tampa), y se esperaban otras dos de forma inminente, por lo que el ejército decidió enviar dos compañías a Fort King. El 23 de diciembre de 1835, las dos compañías con un total de 110 hombres salieron de Fort Brooke bajo el mando del comandante Francis L. Dade. Los seminoles siguieron a los soldados en marcha durante cinco días, les tendieron una emboscada y acabaron con el comando el 28 de diciembre. Sólo tres hombres sobrevivieron, y uno fue cazado y asesinado por un seminola al día siguiente. Los supervivientes Ransome Clarke y Joseph Sprague regresaron a Fort Brooke. Clarke murió de sus heridas más tarde, y proporcionó el único relato de la batalla desde la perspectiva del ejército. Los seminoles perdieron tres hombres y cinco resultaron heridos. El mismo día de la masacre, Osceola y sus seguidores mataron a tiros al agente Wiley Thompson y a otras seis personas durante una emboscada a las afueras de Fort King.
El 29 de diciembre, el general Clinch abandonó Fort Drane con 750 soldados, incluidos 500 voluntarios cuyo alistamiento finalizaba el 1 de enero de 1836. El grupo se dirigía a un bastión seminola llamado Cove of the Withlacoochee, una zona de muchos lagos en el lado suroeste del río Withlacoochee. Cuando llegaron al río, los soldados no pudieron encontrar el vado, por lo que Clinch hizo cruzar el río a sus tropas regulares en una sola canoa. Una vez que cruzaron y se relajaron, los seminoles atacaron. Las tropas calaron las bayonetas y cargaron contra ellos, a costa de cuatro muertos y 59 heridos. La milicia les cubrió mientras las tropas del ejército se retiraban al otro lado del río. 

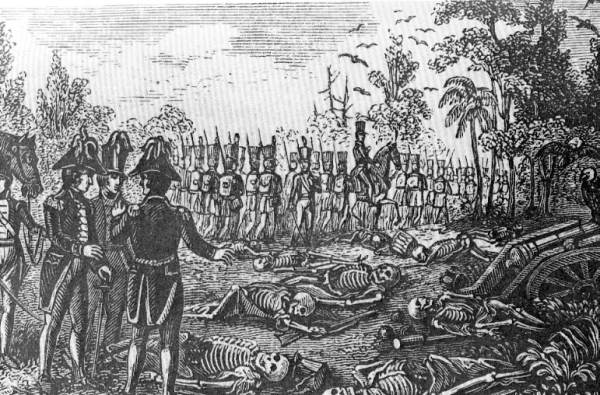
La Masacre de Dade fue la peor derrota del ejército estadounidense a manos de los Seminoles

En la Batalla del lago Okeechobee, el coronel Zachary Taylor vio la primera acción importante de la campaña. Salió de Fort Gardiner en la parte alta del río Kissimmee con 1.000 hombres el 19 de diciembre y se dirigió hacia el lago Okeechobee. En los dos primeros días, 90 seminoles se rindieron. Al tercer día, Taylor se detuvo para construir Fort Basinger donde dejó a sus enfermos y suficientes hombres para vigilar a los seminoles que se habían rendido. La columna de Taylor alcanzó al grueso de los seminoles en la orilla norte del lago Okeechobee el 25 de diciembre.
Los Seminoles estaban liderados por "Alligator", Sam Jones, y el recientemente escapado Coacoochee, y estaban posicionados en una hamaca rodeada de sawgrass. El suelo era de barro espeso, y la hierba de sierra corta y quema la piel con facilidad. Taylor tenía unos 800 hombres, mientras que los seminoles eran menos de 400. Taylor envió primero a los voluntarios de Missouri, moviendo sus tropas directamente al centro del pantano. Su plan era atacar directamente en lugar de rodear a los indios. Todos sus hombres iban a pie. En cuanto se pusieron a tiro, los indios abrieron fuego. Los voluntarios se quebraron y su comandante, el coronel Gentry, resultó herido de muerte, por lo que se retiraron a través del pantano. Los combates en el sawgrass fueron más mortíferos para cinco compañías de la Sexta de Infantería; todos los oficiales menos uno resultaron muertos o heridos, junto con la mayoría de sus suboficiales. Los soldados sufrieron 26 muertos y 112 heridos, frente a 11 seminoles muertos y 14 heridos. No se capturó a ningún seminola, aunque Taylor capturó 100 ponis y 600 cabezas de ganado.

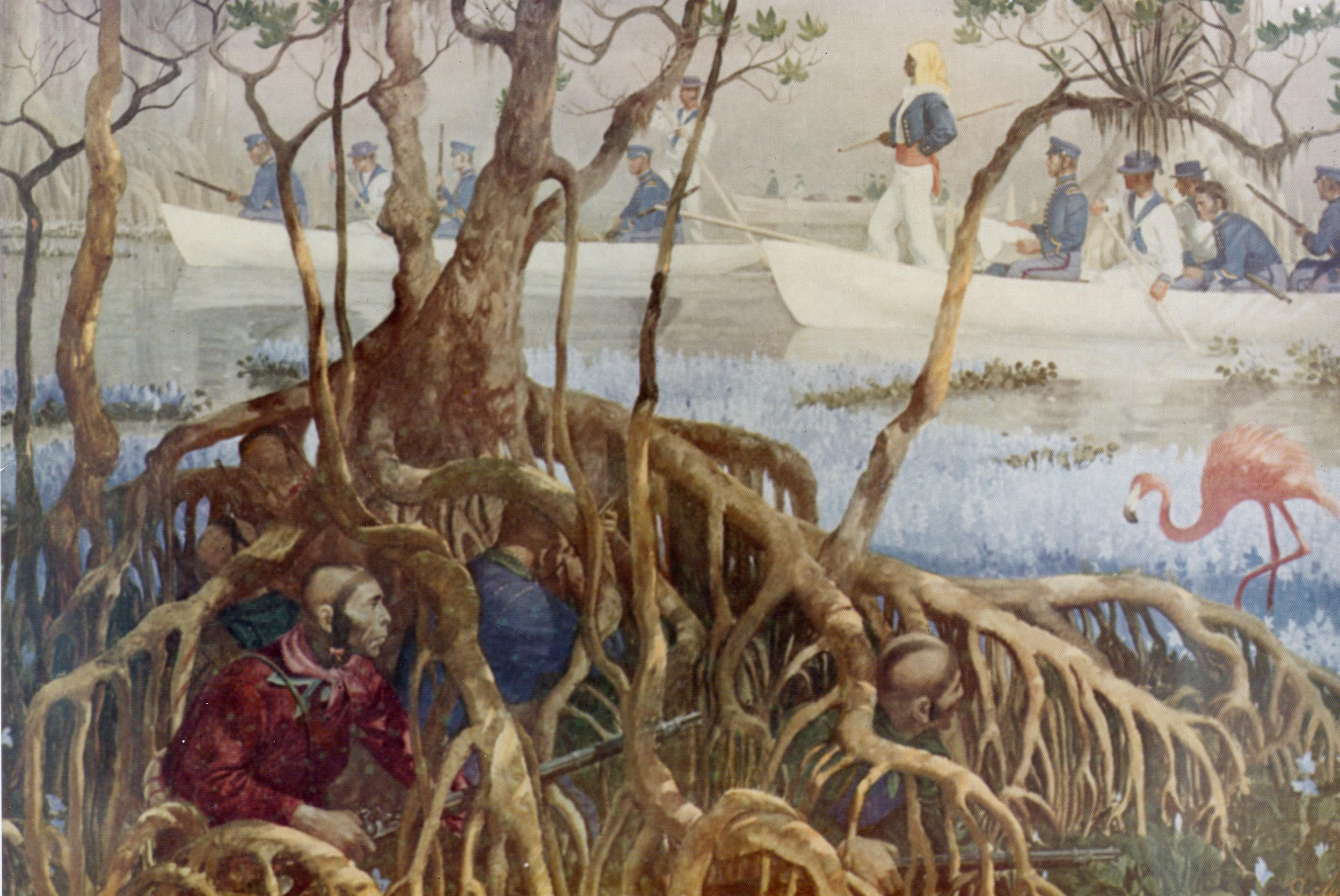
Marinos buscando a los seminolas entre los manglares.

En 1842, la guerra estaba llegando a su fin y la mayoría de los seminolas habían abandonado Florida en dirección a Oklahoma. El ejército estadounidense registró oficialmente 1.466 muertes en la Segunda Guerra Seminola, la mayoría por enfermedad. El número de muertos en combate es menos claro. Mahon informa de 328 muertos en combate del ejército regular, mientras que Missall informa de que los seminolas mataron a 269 oficiales y hombres. Casi la mitad de esas muertes se produjeron en la Masacre de Dade, la Batalla del Lago Okeechobee y la Masacre de Harney. Del mismo modo, Mahon informa de 69 muertes para la Marina, mientras que Missal informa de 41 para la Marina y el Cuerpo de Marines. Mahon y la Junta de Instituciones Estatales de Florida coinciden en que 55 oficiales y hombres voluntarios fueron asesinados por los seminoles, mientras que Missall dice que se desconoce el número. Un periódico del norte publicó un informe según el cual más de 80 civiles fueron asesinados por los indios en Florida en 1839. A finales de 1843, 3.824 indios habían sido enviados de Florida al Territorio Indio.

## Expansión de la frontera estadounidense durante elsigloXIX
- Guerra de Black Hawk
- Guerras de los Navajos
- Guerra Cayuse
- Guerra Mariposa
- Guerras apaches
- Masacre de Bear River
- Masacre del Río Marías
- Masacre del Campo Grant
- Masacre de Sand Creek
- Guerra de Nube Roja
- Guerra de Black Hills
- Guerra Nez-Percé
- Masacre de Wounded Knee

## Efectos en las poblaciones indias

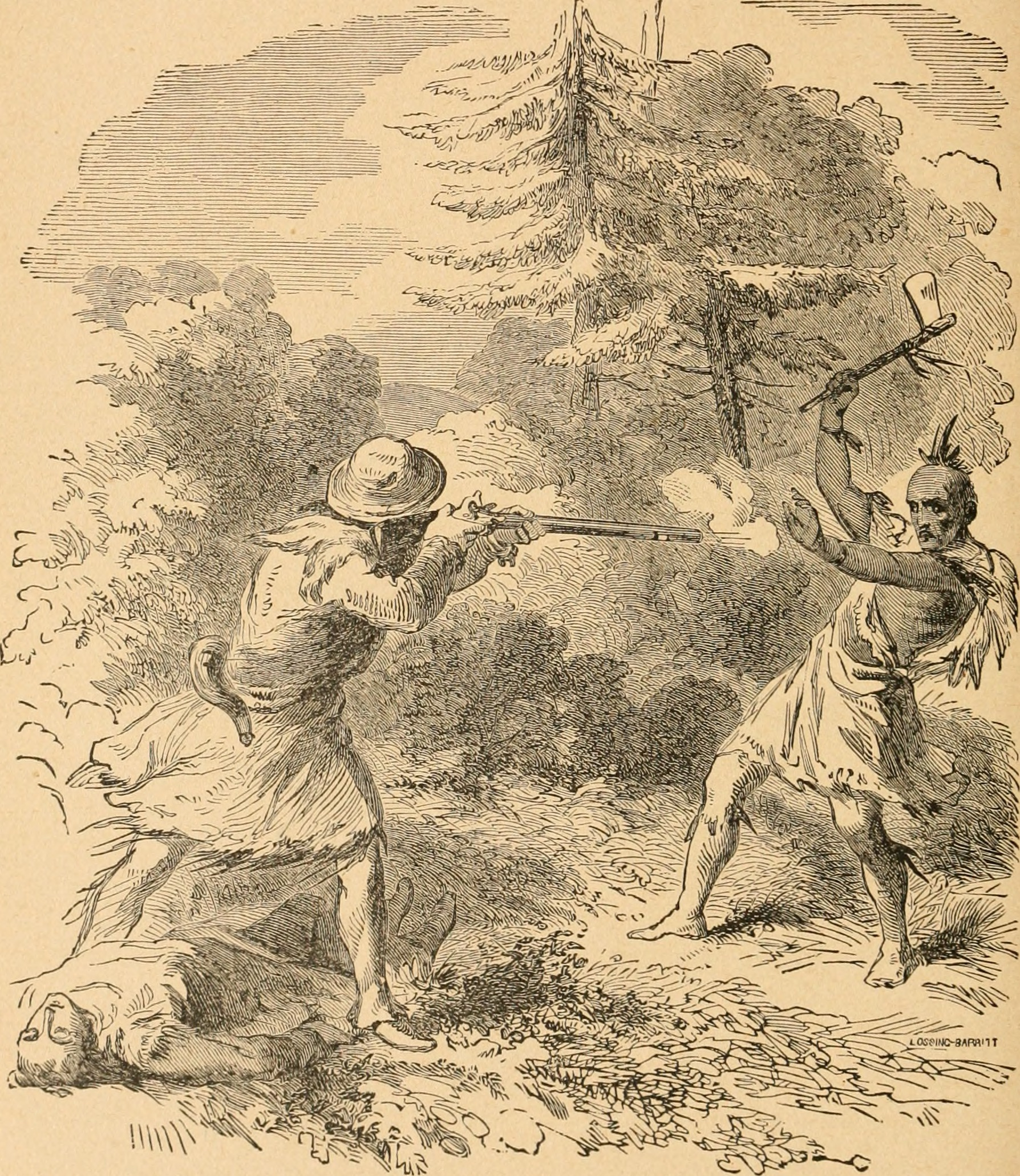

El censo de los Estados Unidos de 2010 encontró 2 932 248 estadounidenses que se identificaron como indios americanos o nativos de Alaska, aproximadamente el 0,9 % de la población de los Estados Unidos. El censo de Canadá de 2011 encontró 1 836 035 canadienses que se identificaron como Primeras Naciones (o Inuit o Métis), alrededor del 4,3 % de la población canadiense.
No existe consenso sobre cuántas personas vivían en las Américas antes de la llegada de los europeos, pero se siguen realizando investigaciones exhaustivas. Las estimaciones contemporáneas oscilan entre 2,1 millones y 18 millones de personas que vivían en el continente norteamericano antes de la colonización europea. El número de indios se redujo a menos de medio millón en el siglo XIX debido principalmente a enfermedades euroasiáticas como la gripe, las pestes neumónicas y la viruela, en combinación con conflictos, traslados forzosos, esclavitud, encarcelamiento y guerra abierta con los recién llegados europeos y sociedades tradicionales.